# Conseil de sécurité nationale (Japon)
Pour les articles homonymes, voir Conseil de sécurité nationale.
Le Conseil de sécurité nationale (国家安全保障会議, Kokka-anzen-hoshō-kaigi) du Japon est un organe inter-institutionnel formé en 2013 dans le but de coordonner les politiques de sécurité nationale du Japon. 
Créé à l'initiative du Premier ministre Shinzō Abe, pour remplacer le Conseil de sécurité, en s'inspirant du Conseil de sécurité nationale des États-Unis, le Conseil est dirigé par le Conseiller à la sécurité nationale du pays, actuellement Shōtarō Yachi.

## Histoire
Le Premier ministre Shinzō Abe tente une première fois d'établir un Conseil de sécurité nationale lors de son premier mandat (2006-2007), mais sa démission l'en empêche. 
La Chambre des représentants adopte un projet de loi portant sur la création du Conseil le 7 novembre 2013. La Chambre des conseillers l'adopte également le 27 novembre de la même année.

## Fonctionnement
Le Conseil a son propre conseiller de sécurité nationale auprès du Premier ministre du Japon , et compte environ 60 fonctionnaires des ministères des Affaires étrangères et de la Défense . Six équipes se répartissent diverses questions, et chacune des équipes est dirigée par un fonctionnaire équivalent à un chef de division ministérielle.
L'une des fonctions principales du Conseil est de participer à des conférences régulières avec le Premier ministre, le Secrétaire général du Cabinet et les ministres des Affaires étrangères et de la Défense. Le bureau a des lignes directes avec ses homologues américains et britanniques.
Le Conseil centralise la politique de sécurité japonaise avec le Premier ministre ; en décembre 2013 est publiée la première Stratégie de sécurité nationale du Japon. L'ancien Conseil de sécurité avait souffert d'inefficacités bureaucratiques et d'un manque de coordination. La Stratégie de sécurité nationale préconise la création d'un Conseil de sécurité nationale parce que « l'environnement de sécurité entourant le Japon est de plus en plus grave. [...] Il est nécessaire que tout le Cabinet travaille au renforcement des affaires étrangères et sur le système de sécurité de l'État du Japon. » 

## Efficacité
Le Conseil se réunit pour la première fois le 4 décembre 2013 pour discuter de la Stratégie de sécurité nationale et de la zone d'identification de la défense aérienne chinoise.